# Francesco Squarcione

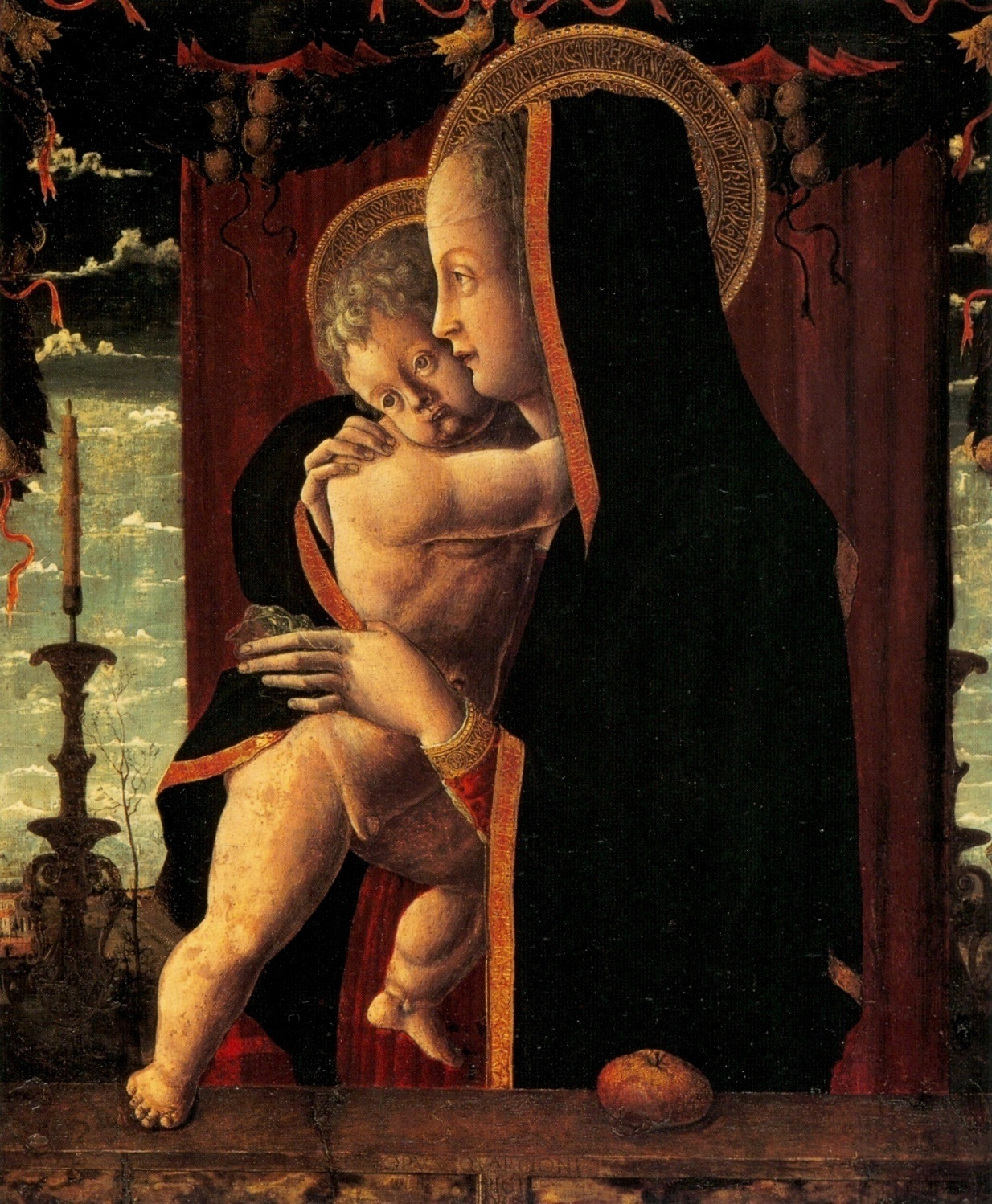
Maria mit dem Kinde (ca. 1460)

Francesco Squarcione, auch Squarcione, Francesco di Giovanni (* um 1395 in Padua; † um 1468 ebenda oder 1474 in Venedig) war ein italienischer Maler der paduanischen Schule.

## Leben und Werk
Squarcione war der Sohn eines Notars namens Giovanni Squarcione und dessen Frau, einer Schwester des Schneiders Francesco della Galta. Er hatte zwei Schwestern, Lucia und Taddea. Nach dem Tod beider Eltern kam er in die Obhut seines Onkels mütterlicherseits, von dem er die Kunst des „Schneiderns und Stickens“ erlernte. Er ist für die Jahre 1419 und 1423 als Schneider und Sticker dokumentiert. Er unternahm weite Reisen durch Italien und Griechenland, wo er unter anderem Skizzen nach antiken Kunstwerken zeichnete, kleinere Statuen sammelte oder Abgüsse antiker Kunst anfertigte. Zurück in der Heimat diente ihm diese Sammlung als Grundstock für seine Schule. 1429 wird er erstmals als Maler erwähnt. In seinen wenigen Werken ist einen Einfluss von Fra Filippo Lippi, Donatello und Antonio Vivarini zu erkennen.
Seit spätestens 1431 stand er in Padua einer großen Malerwerkstatt vor. Hier verband er die spätgotisch-venenezianische Kunsttradition mit den Neuerungen der Florentiner Frührenaissance. Er war auch als Kunstunternehmer und Kunstsammler tätig und förderte in seinem Atelier das Studium der Antike. Die Kunstsammlung diente als Anschauungs- und Studienmaterial für seine Mitarbeiter. Er behauptete, ein vortrefflicher Lehrmeister zu sein, doch in Wirklichkeit beutete er das Talent seiner Schüler schamlos aus. Die Begabtesten versuchte er durch raffiniert ausgeklügelte Verträge und Adoptionen fest und langfristig an sich zu binden. Er versprach, sie wie seine eigenen Söhne aufzunehmen, was neben freier Kost und Logis auch die Übernahme der Kosten für Bekleidung  beinhaltete. Als Gegenleistung mussten die Schüler ihn bei allen Arbeiten im Haus und in der Werkstatt tatkräftig unterstützen. Teilweise verlangte er jedoch auch eine gewisse Geldsumme für die Betreuung eines Schülers.
Bedeutendster Schüler und Adoptivsohn war Andrea Mantegna, der von 1441 bis 1448 in seiner Werkstatt tätig war, bevor es ihm gelang, sich von Squarcione zu lösen und eigene Wege zu gehen. Weitere namhafte Schüler waren unter anderen Giorgio Schiavone (* 1433 oder 1436; † 1504) und der ebenfalls adoptierte Marco Zoppo sowie Dario da Treviso, Carlo Crivelli und Melazzo di Forli († um 1490).
Wie hoch der eigenhändige Anteil der aus seiner Werkstatt hervorgegangenen Bilder ist, ist nicht bekannt und aus den Werken auch nur schwer ablesbar. Von den wenigen erhaltenen, mit seinem Namen verbundenen Tafelbildern sind nur zwei Werke, in Berlin und Padua, als unbestritten anerkannt. Beide Werke wurden für die in Padua ansässige Familie de Lazzara gemalt. 1958 gelang es, Reste der von Squarcione ausgeführten Fresken für San Francesco in Padua freizulegen, die zu den Spätwerken aus seiner Werkstatt gehören und Szenen aus dem Leben des heiligen Franziskus von Padua zeigen.

## Familie
1418 heiratete er seine erste Frau Francesca, eine Tochter des Färbers Bartolomeo dai Osei. Mit seiner zweiten Ehefrau hatte er den einzigen leiblichen Sohn namens Bernardino, der jedoch andere Interessen hatte als die väterliche Werkstatt zu übernehmen und sich schon früh dem Ordensleben zuwandte. Daher hatte Squarcione keinen geeigneten Nachfolger und hat immer wieder einen seiner Schüler adoptiert und diesem viele Versprechungen gemacht, die er nie hielt. Der Letzte von ihnen war 1466 ein Waisenkind namens Giovanni Vendramin. Squarcione versprach diesem sein gesamtes Erbe, wenn er ihn bis ans Ende seiner Tage unterstützte. Im Testament Squarciones wurde Giovanni Vendramin jedoch nicht erwähnt. Er starb nach dem 21. Mai 1468, dem Tag, an dem er sein Testament diktierte, und vor dem Juli 1472, als in den Dokumenten Zahlungen an seine Frau verzeichnet sind.

## Werke (Auswahl)
Gemälde
- Arzignano, Kirche, Santa Maria in Castello, Chor: Maria mit dem Kinde, zwölf Heilige und Kreuzigung Christi. (zugeschrieben)
- Berlin, Gemäldegalerie: Maria mit dem Kinde (Madonna de Lazzara). Um 1460.[1]
- Castello di Arzignano, Chiesa della Visitazione della Beata Vergine Maria: Polyptychon mit Maria und den Kindern und den Heiligen Nikolaus von Bari, Matthäus, Johannes der Täufer, Petrus, Bartholomäus, Zeno, Lucia, Katharina von Alexandria, Antonius Abbas, Franziskus, Agatha und Ursula. (zugeschrieben)
- Maastricht, Bonnefantenmuseum: Maria mit dem Kinde. Um 1440. (wird überwiegend der Werkstatt zugeschrieben)
- Padua, Museo Civico: Triptychon. Um 1449–1452.[1]
- Padua, San Francesco: Reste von Szenen aus dem Leben des heiligen Franziskus (Fresken).[1]
- Rom, Collezione Leonardo Vitetti: Maria mit dem Kinde zwischen den Heiligen Rochus und Antonius. (zugeschrieben)

Zeichnungen
- Berlin, Kupferstichkabinett: Herkules und Antäus, gerahmt von zwei Männerakten im Hintergrund (ist wahrscheinlich das Werk eines Schülers).
- London, The British Museum: Der heilige Christophorus in Lycia.
- München, Staatliche Graphische Sammlung: Zentauren und Satyrn.

Falsche Zuweisungen
- Das Bild Christuskind wurde fälschlicherweise Squarcione zugeschrieben, stammte aber von Lorenzo di Credi. Ebenso das Bild Kampf zweier Soldaten, das eigentlich von Pietro di Cristoforo Vannucci stammt.[10]